# Phavaraea rejecta
Phavaraea rejecta är en fjärilsart som beskrevs av Carl Geyer 1832. Phavaraea rejecta ingår i släktet Phavaraea och familjen tandspinnare, Notodontidae. Inga underarter finns listade i Catalogue of Life.